# Kungariket Israel (förenad monarki)
Den förenade monarkin, eller Israels förenade kungarike, betecknar det i Gamla testamentet beskrivna kung Davids och Salomos rike, där det beskrivs som den första etablerade judiska monarkin i Israels land mellan cirka 1050 och 930 f.Kr., då det delades upp i nordliga Kungariket Israel och sydliga Juda rike.
På 1980-talet uppkom en uppfattning bland forskare att Kung David och relaterad information i Bibeln var myter, men fynden av bland annat Tel Dan Stele 1993, och Stele visar att Kung David var en historisk person. Kungen Jehoram, som omnämns på Tel Dan Stelan, och var Kung av Israel/Samaria (Nordriket), var av Davids släkt. Ett exempel där Bibelns information verifierats av icke-bibliska arkeologiska fynd. Därför är det sannolikt att även det förenade Kungariket Israel där Kung David var Kung var verkligt. Det finns dock en syn bland vissa forskare att Israel och Juda utvecklades separat och kunde betraktas som etablerade kungadömen först på 800-talet f.Kr. under Omri-dynastin i Israel och på 700-talet f.Kr. i Juda. 
Den uppfattningen rimmar dock dåligt med informationen på nämnda Stela, då Jehoram var kung i Israel (Nordriket), och av Kung Davids släkt, samtidigt som Kung David hade säte i och hans son Salomon byggde tempel i Jerusalem som blev huvudstad i Juda rike (Sydriket) när riket delades i två delar. Det är svårt att förstå hur detta kunnat uppstå om inte det gemensamma förenade monarkin Israel funnits tidigare. 

## Kronologier
Israels kronologi är ganska väl etablerad för tiden efter Achav och Jehu, som omnämns av den assyriska kungen Shalmaneser III. Upptäckten av de assyriska källorna innebar en förskjutning av dessa kungars regeringstider med mer än 50 år relativt till de 1600-talskronologierna av James Ussher och Joseph Scaliger. För tiden innan Achav finns bland annat en hållpunkt i Sheshonk I:s fälttåg till Israel 925 f.Kr. Israels kung Omri omtalas även på Meshastelen från cirka 850 f.Kr. Kung Davids dynasti behöll makten över huvudstaden Jerusalem efter delningen av riket vid Salomos död. Dessa kungar i Juda rike kontrollerade därmed bland annat Jerusalems tempel till dess förstörelse genom Nebukadnessar II 586 f.Kr.
| Årtal enligt Albright | Årtal enligt Thiele | Årtal enligt Galil | Vanligt namn | Kungligt namn och titel                                   | Kommentar |
| --------------------- | ------------------- | ------------------ | ------------ | --------------------------------------------------------- | --- |
| Sauls hus             |                     |                    |              |                                                           | |
| 1051–1010             | 1050–1010           | 1050–1010          | Saul         | שאול המלך Sha'ul                                          | Påstås ha regerat i Israel och Juda i 40 år; begick självmord i ett slag mot Filistéerna. |
| 1010–1008             | 1000–998            | 1010–1008          | Ish-bosheth  | (även kallad Eshba'al eller Ishbaal)                      | Regerade i Nordriket i 2 år. |
| Davids hus            |                     |                    |              |                                                           | |
| 1000–962              |                     | 1010–970           | David        | דוד בֵּן-ישי מלך ישראל David ben Yeshay Melekh Yisra’el     | Ska ha utvidgat israeliternas rike, besegrat fientliga folkslag och säkrat gränserna. |
| 962–922               |                     | 970–931            | Salomo       | שלמה בֵּן-דוד מלך ישראל Shelomoh ben David, Melekh Yisra’el | Salomo ska ha regerat i 40 år över ett rike som var avsevärt mer utbrett än vad dagens Israel är. Efter hans död delades riket i det nordliga Israel (med Samaria som huvudstad) och Juda i söder (med Jerusalem som huvudstad) där hans ättlingar blev kungar i Juda rike. |